# Torzym (gmina)
Pour les articles homonymes, voir Torzym.
Torzym est une gmina urbaine-rurale (gmina miejsko-wiejska) ou mixte de la powiat de Sulęcin, dans la Voïvodie de Lubusz, dans l'ouest de la Pologne.
Son siège administratif (chef-lieu) est la ville de Torzym, qui se situe environ 16 kilomètres au sud de Sulęcin (siège de la powiat), 49 kilomètres au sud de Gorzów Wielkopolski (capitale de la voïvodie) et 51 kilomètres au nord-ouest de Zielona Góra (siège de la diétine régionale).
La gmina couvre une superficie de 374,87 km2 pour une population de 6 817 habitants en 2016.

## Histoire
De 1975 à 1998, la gmina est attachée administrativement à la voïvodie de Zielona Góra.

Depuis 1999, elle fait partie de la voïvodie de Lubusz.

## Géographie
Outre la ville de Torzym, la gmina inclut les villages et localités de :

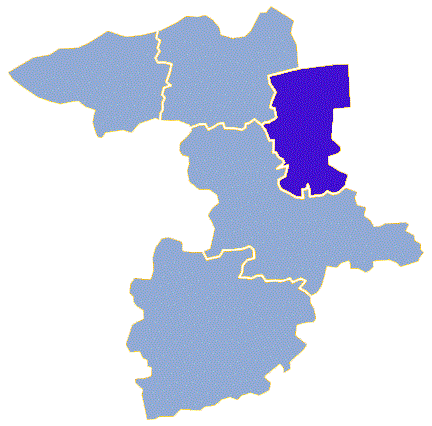
Plan de la gmina

- Bargów
- Bielice
- Bobrówko
- Boczów
- Debrznica
- Drzewce
- Drzewce-Kolonia
- Gądków Mały
- Gądków Wielki
- Garbicz
- Grabów
- Jelenie Pole
- Koryta
- Kownaty
- Lubin
- Lubów
- Mierczany
- Pniów
- Prześlice
- Rojek
- Rożnówka
- Tarnawa Rzepińska
- Walewice
- Wystok

### Gminy voisines
La gmina de Torzym est voisine des gminy suivantes :
- Bytnica
- Cybinka
- Łagów
- Maszewo
- Ośno Lubuskie
- Rzepin
- Sulęcin

## Structure du terrain
D'après les données de 2002, la superficie de la commune de Torzym est de 374,87 kilomètres carrés, répartis comme telle :
- terres agricoles : 29 %
- forêts : 62 %

La commune représente 31,84 % de la superficie du powiat.

## Démographie
Données du 30 juin 2004 :
| Description        | Total  | Total | Femmes | Femmes | Hommes | Hommes |
| ------------------ | ------ | ----- | ------ | ------ | ------ | ------ |
| Unité              | Nombre | %     | Nombre | %      | Nombre | %      |
| Population         | 6 798  | 100   | 3 389  | 49,9   | 3 409  | 50,1   |
| Densité (hab./km²) | 18,1   | 18,1  | 9      | 9      | 9,1    | 9,1    |